# Маурісіо Алонсо Родрігес
Маурісіо Алонсо «Піпо» Родрігес (ісп. Mauricio Alonso "Pipo" Rodríguez, нар. 12 вересня 1945, Сан-Сальвадор) — сальвадорський футболіст, що грав на позиції нападника. По завершенні ігрової кар'єри — тренер. Єдина людина в історії, яка у складі збірної Сальвадору була учасником чемпіонату світу і як гравець (1970) і як головний тренер (1982).

## Клубна кар'єра
У дорослому футболі дебютував 1961 року виступами за команду «Спорт Бойз Мехіканос», після чого грав у складі команд «Атланте Сан-Алехо» та ФАС.
1963 року перейшов до клубу УЕС, за який відіграв 9 сезонів. Завершив кар'єру футболіста виступами за команду УЕС у 1972 році через травму коліна.

## Виступи за збірні
Родрігес представляв Сальвадор на Олімпійських іграх 1968 року, де зіграв у всіх трьох матчах — проти Ізраїлю, Угорщини та Гани, забивши в останньому з них гол.
У складі національної збірної Сальвадору був учасником чемпіонату світу 1970 року у Мексиці, на якому також зіграв у всіх трьох матчах — проти Мексики, Бельгії та СРСР.

## Кар'єра тренера
По завершенні кар'єри гравця Родрігес став тренером через Асоціацію тренерів футбольного футболу Сальвадору (AEFES). Маурісіо очолив юнацьку збірну Сальвадору до 17 років у 1973 році. Потім він був призначений тренером збірної до 23 років у 1975 році. Також тренував ряд сальвадорських клубів.
У 1980 році Маурісіо Родрігес був призначений тренером національної збірної Сальвадор, яку вивів на чемпіонату світу 1982 року в Іспанії. На «мундіалі» збірна виступила вкрай невдало, програвши усі три матчі, в тому числі зазнавши історичну найбільшу в історії турніру і самої збірної поразку 1:10 від Угорщини. Після чемпіонату вирішив завершити тренерську кар'єру.